# NGC 7640

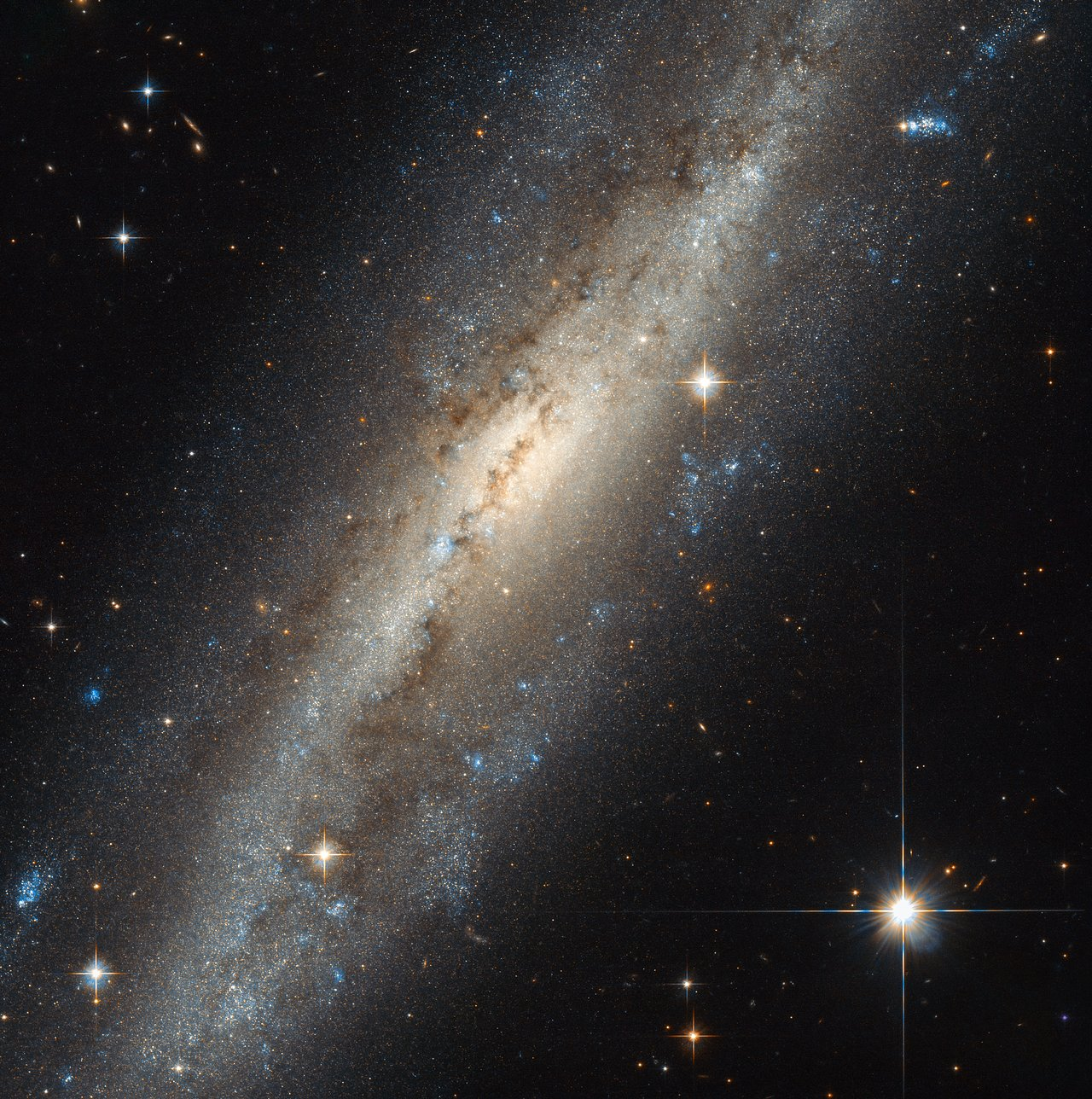
La galaxie spirale barrée NGC 7640 par le télescope spatial Hubble.

NGC 7640 est une galaxie spirale barrée vue par la tranche, rapprochée, et située dans la constellation d'Andromède. Sa vitesse par rapport au fond diffus cosmologique est de 61 ± 22 km/s. Du fait de sa proximité avec le Groupe local, on ne peut utiliser le décalage vers le rouge (redshift) pour déterminer sa distance. Cependant, 19 mesures non basées sur ce dernier nous donnent une distance de 8,041 ± 1,920 Mpc (∼26,2 millions d'al).
NGC 7640 a été découverte par l'astronome germano-britannique William Herschel en 1784.
La classe de luminosité de NGC 7640 est III et elle présente une large raie HI. Elle renferme également des régions d'hydrogène ionisé (HII).
En raison d'une brillance de surface égale à 14,49 mag/am2, on peut qualifier NGC 7640 de galaxie à faible brillance de surface (LSB en anglais pour low surface brightness). Les galaxies LSB sont des galaxies diffuses (D) avec une brillance de surface inférieure de moins d'une magnitude à celle du ciel nocturne ambiant.

## Groupe de NGC 7640
NGC 7640 est membre d'un groupe de galaxies qui porte son nom. Selon le site « Un Atlas de l'Univers » de Richard Powell, le groupe de NGC 7640 se compose de trois galaxies, soit NGC 7640, UGC 12588 et UGC 12632.. Cette affirmation est sans doute tirée d'un article publié en 1992 par Fouque et ses collègues qui citent le même groupe. Cependant d'autres publications placent NGC 7640 dans un autre groupe ou même font de cette affirme qu'il s'agit d'une galaxie isolée. La base de données cite aussi deux autres références, soit l'article de Sengupta et Chandreyee paru en 2006 et un article publié par J. Vennik dont le texte est introuvable sur le WEB. On ne trouve nulle part la galaxie NGC 7640 dans l'article de Sengupta et Chandreyee. Il semblerait que ce soit une erreur.
Le tableau ci-dessous résume les propriétés des trois galaxies de groupe ne NGC 7640. Ces trois galaxies sont dans la constellation d'Andromède.
| Nom       | Classification | Type                 | α (J2000.0)      | δ (J2000.0)     | Vitesse radiale (km/s) | Magnitude apparente | Distance (Mpc) | Dimension (kal) |
| --------- | -------------- | -------------------- | ---------------- | --------------- | ---------------------- | ------------------- | -------------- | --------------- |
| NGC 7640  | SB(s)c         | Spirale barrée       | 23h 22m 06.5875s | 40° 50′ 40.783″ | 369 ± 1                | 11,3                | 8,041 ± 1,920  | 88              |
| UGC 12588 | Sdm            | Spirale magellanique | 23h 24m 42.4311s | 41° 20′ 48.471″ | 417 ± 2                | ?                   | 9,300          | 5,0             |
| UGC 12632 | Sm?            | Spirale magellanique | 23h 29m 58.6681s | 40° 59′ 25.357″ | 415 ± 2                | 11,3                | 9,440 ± 0,240  | -18,18          |

La distance moyenne entre les galaxieS de ce groupe et la Voie lactée est égale à 8,93 ± 0,37 Mpc (∼29,1 millions d'al).

## Galerie

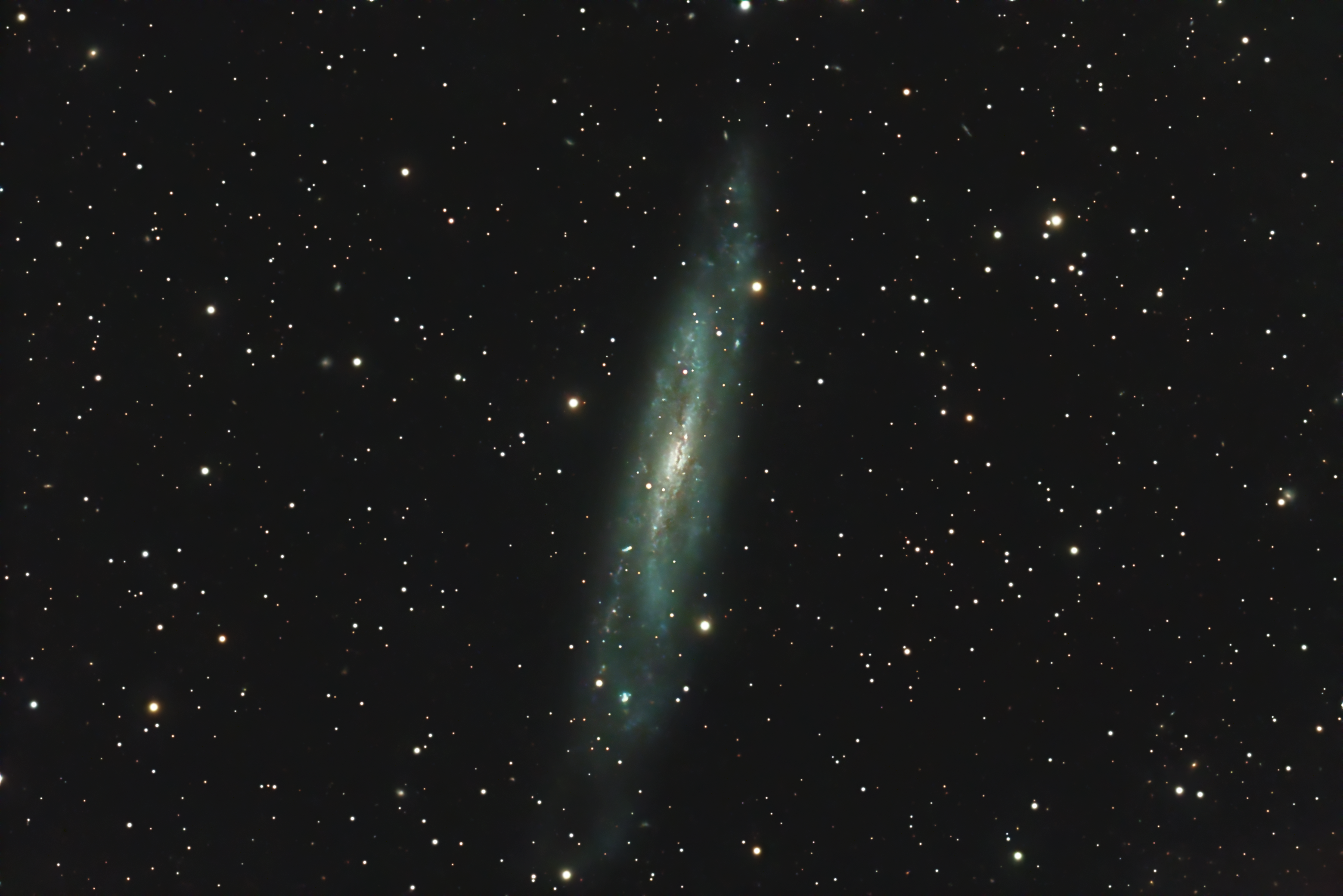
Image réalisée par Juan lacruz.
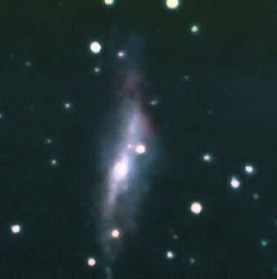
Autre image de NGC 7640.